# Kálmán Sóvári (zapaśnik)
Kálmán Lajos Sóvári, także Schäffer (ur. 12 września 1910 w Szombathely, zm. 18 grudnia 1996 w Budapeszcie) – węgierski zapaśnik walczący w stylu wolnym. Dwukrotny olimpijczyk. Zajął dziesiąte miejsce w Berlinie 1936 i piąte w Londynie 1948. Walczył w kategorii do 72 kg.
Wicemistrz Europy w 1946 i trzeci w 1935 roku.
Mistrz Węgier w 1935, 1938, 1939 i 1948; drugi w 1937 i 1951; trzeci w 1940, 1941 i 1947 w stylu klasycznym. Pierwszy w 1934, 1936, 1937, 1938, 1939, 1940, 1941, 1942, 1946, 1947, 1948 i 1950; drugi w 1935 i 1943; trzeci w 1952, w stylu wolnym.

## Letnie Igrzyska Olimpijskie 1936
| Konkurencja       | Rundy eliminacyjne     | Rundy eliminacyjne  | Rundy eliminacyjne  | Klas. końcowa |
| Konkurencja       | Przeciwnik I           | Przeciwnik II       | Przeciwnik III      | Miejsce       |
| ----------------- | ---------------------- | ------------------- | ------------------- | ------------- |
| 72 kg styl wolnym | Jaakko Pietilä (FIN) P | August Kukk (EST) Z | Willy Angst (SUI) P | 10.           |

## Letnie Igrzyska Olimpijskie 1948
| Konkurencja       | Rundy eliminacyjne          | Rundy eliminacyjne   | Rundy eliminacyjne  | Rundy eliminacyjne | Klas. końcowa |
| Konkurencja       | Przeciwnik I                | Przeciwnik II        | Przeciwnik III      | Przeciwnik IV      | Miejsce       |
| ----------------- | --------------------------- | -------------------- | ------------------- | ------------------ | ------------- |
| 73 kg styl wolnym | Aleksanteri Keisala (FIN) Z | Dick Garrard (AUS) P | Willy Angst (SUI) Z | Yaşar Doğu (TUR) P | 5.            |